# Sam Dockery
Sam Dockery (Lawnside, 1929 - Burlington, 23 december 2015) was een Amerikaanse jazzpianist.

## Biografie
Dockery, die overwegend woonde in Philadelphia, werkte begin jaren 1950 samen met de trompettist Clifford Brown. Hij werd in 1956 en 1957 bekend als lid van Art Blakey's Jazz Messengers, waar hij optrad met Bill Hardman, Jackie McLean, Spanky DeBrest en af en toe met Johnny Griffin. Eind jaren 1950 en begin jaren 1960 was hij naast de bassist Buster Williams en de drummer Specs Wright lid van het kwartet van Jimmy Heath.
Later werkte hij o.a. met Sonny Stitt, Benny Golson en Stan Getz. Vanaf de jaren 1990 onderwees hij ook aan de University of the Arts in Philadelphia. Naast de opnamen met de Jazz Messengers uit de jaren 1950 zijn er jongere opnamen van Dockery, o.a. op het dubbelalbum Live At Ortlieb's Jazzhaus (2000). 

## Overlijden
Dockery overleed in december 2015 op 86-jarige leeftijd in het Burlington Woods-ziekenhuis aan de gevolgen van de ziekte van Alzheimer.
- Bibliothèque nationale de France: cb14000862g (data)
- Gemeinsame Normdatei: 134702506
- International Standard Name Identifier: 0000 0000 5517 6397
- Library of Congress Control Number: n93012811
- MusicBrainz: b42fb026-2f09-4af9-8efb-84483649935e
- Virtual International Authority File: 42036364
- WorldCat: E39PBJdgX7CMQp4bFyHYYJCYT3